# Смольнево
Смольнево — деревня в Киржачском районе Владимирской области России. Входит в состав Кипревского сельского поселения.

## География
Расположена на берегу реки Большой Киржач (бассейн реки Клязьмы) в 4 км на север от центра поселения деревни Кипрево и в 16 км на северо-восток от районного центра города Киржача.

## История

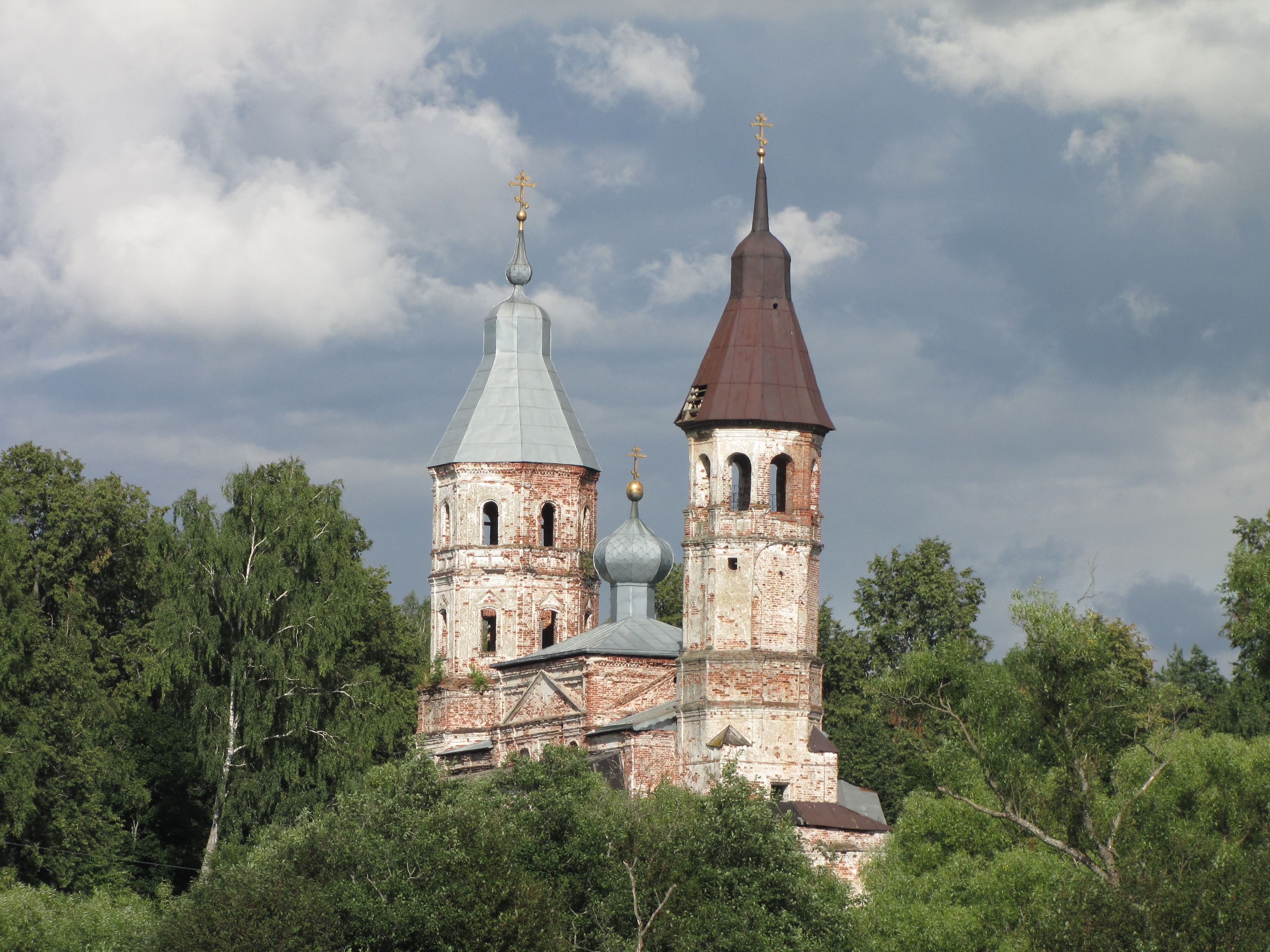
Церковь Спаса Преображения в Смольнево до реконструкции

В писцовых книгах Смольнево упоминается впервые в 1628 году: оно заложено за 500 рублей Иваном Борисовичем Лодыгиным Василию Фёдоровичу Шишкину, в селе «место церковное, что была церковь Николая Чудотворца, двор помещиков пустой», описываются последствия разорения края после Смутного времени. Храм в Смольневе так и не был восстановлен до начала XVIII века. В 1715 году владелец села генерал-адъютант Семён Андреевич Салтыков (1672—1742) построил деревянную церковь Казанской иконы Божией Матери. При жизни графа Семёна Андреевича усадьба перешла к его сыну, графу Владимиру Семёновичу (1705—1751), генерал-майору. Он вместо деревянной церкви начал строить в Смольневе каменный храм Преображения Господня с приделом Казанской иконы Божией Матери. В 1737 году придел был освящён. Потом усадьба принадлежала сыну Владимира Семёновича, графу Сергею Владимировичу (1739—1800), который в 1780-х годах перестроил храм, значительно расширив его. Храм был устроен двухэтажным, в нижнем этаже три престола (главный — Преображения Господня, в трапезной тёплые приделы Живоначальной Троицы, освящён в 1788 году, и Казанской иконы Божией матери, освящён в 1787 году). Над храмом возвышается восьмигранная двусветная башня, а с западной стороны подобная ей колокольня, на которой в 1799 году были установлены часы. Вокруг второго этажа храма была открытая галерея, в 1833 году она стала закрытой, с 36 окнами. На втором этаже в 1783 году был освящён придел Апостола и евангелиста Иоанна Богослова.
В конце XIX — начале XX века село входило в состав Жердевской волости Покровского уезда. По данным на 1905 год при деревне были погост и усадьбы киржачских купцов П. А. Соловьева и А. А. Соловьева.
В годы советской власти, вплоть до 2005 года входило в состав Кипревского сельсовета (с 1998 года до 2005 года — сельского округа), ныне сельского поселения.

## Население
| 1859 | 1905 |
| ---- | ---- |
| 229  | 123  |

| 1859 | 1905 | 1926 | 2002 | 2010 | 2021 |
| ---- | ---- | ---- | ---- | ---- | ---- |
| 229  | ↘123 | ↗136 | ↘19  | ↘11  | ↘8   |

## Достопримечательности
В деревне находится действующий Храм Спаса Преображения (1736-1737).